# Teodozjusz II (prawosławny patriarcha Antiochii)
Teodozjusz II – prawosławny patriarcha Antiochii w latach 1075–1084.